# St.-Johannis-Kirche (Bayreuth)

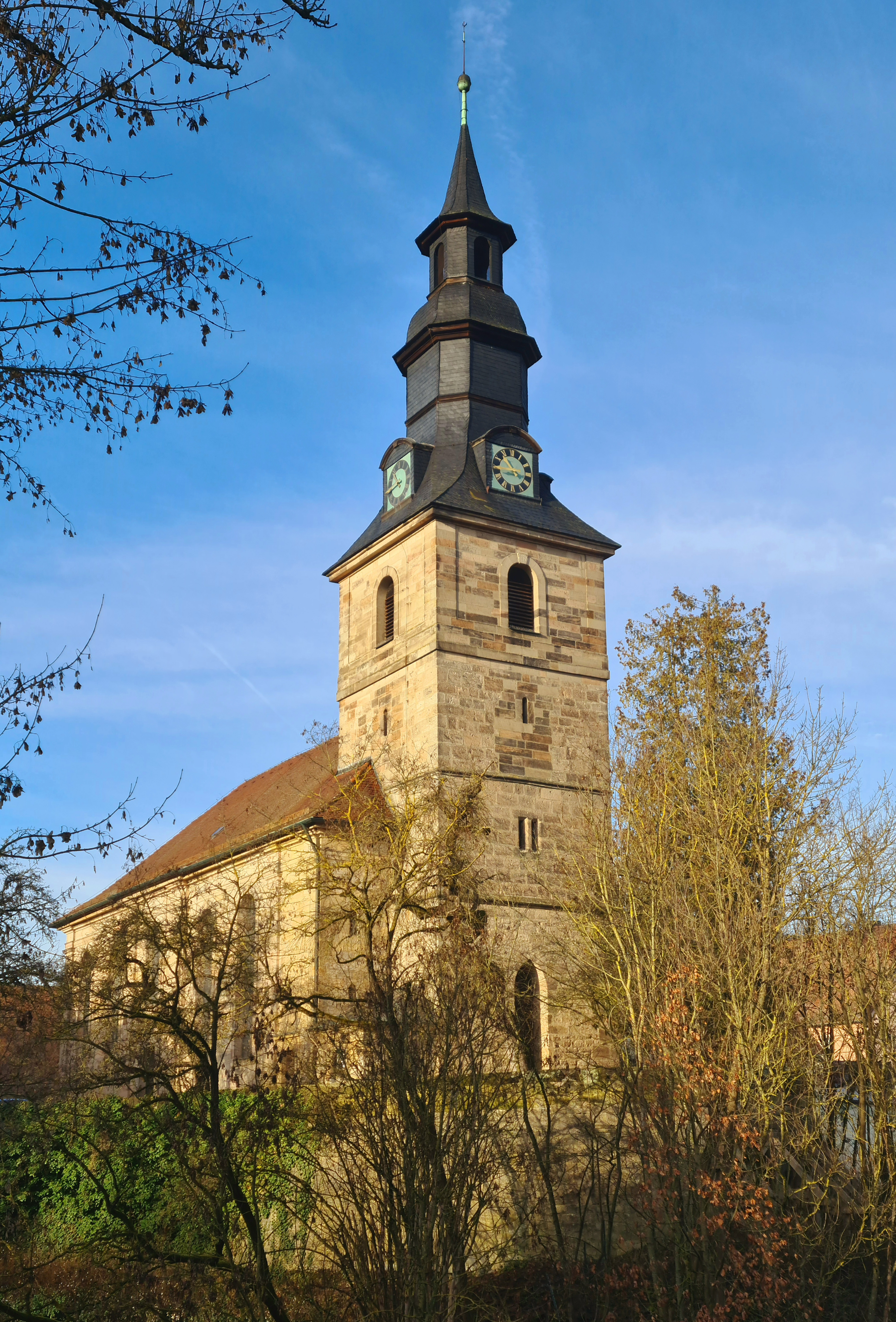
Blick auf St. Johannis vom Roten Main aus

Die evangelisch-lutherische St.-Johannis-Kirche in Bayreuth gehört zu den Markgrafenkirchen des ehemaligen Markgraftums Brandenburg-Bayreuth und erhielt ihr heutiges Erscheinungsbild hauptsächlich im 18. Jahrhundert. Die Gemeinde gehört heute zum Kirchenkreis Bayreuth (Dekanatsbezirk Bayreuth-Bad Berneck) in der Evangelisch-Lutherischen Kirche in Bayern.

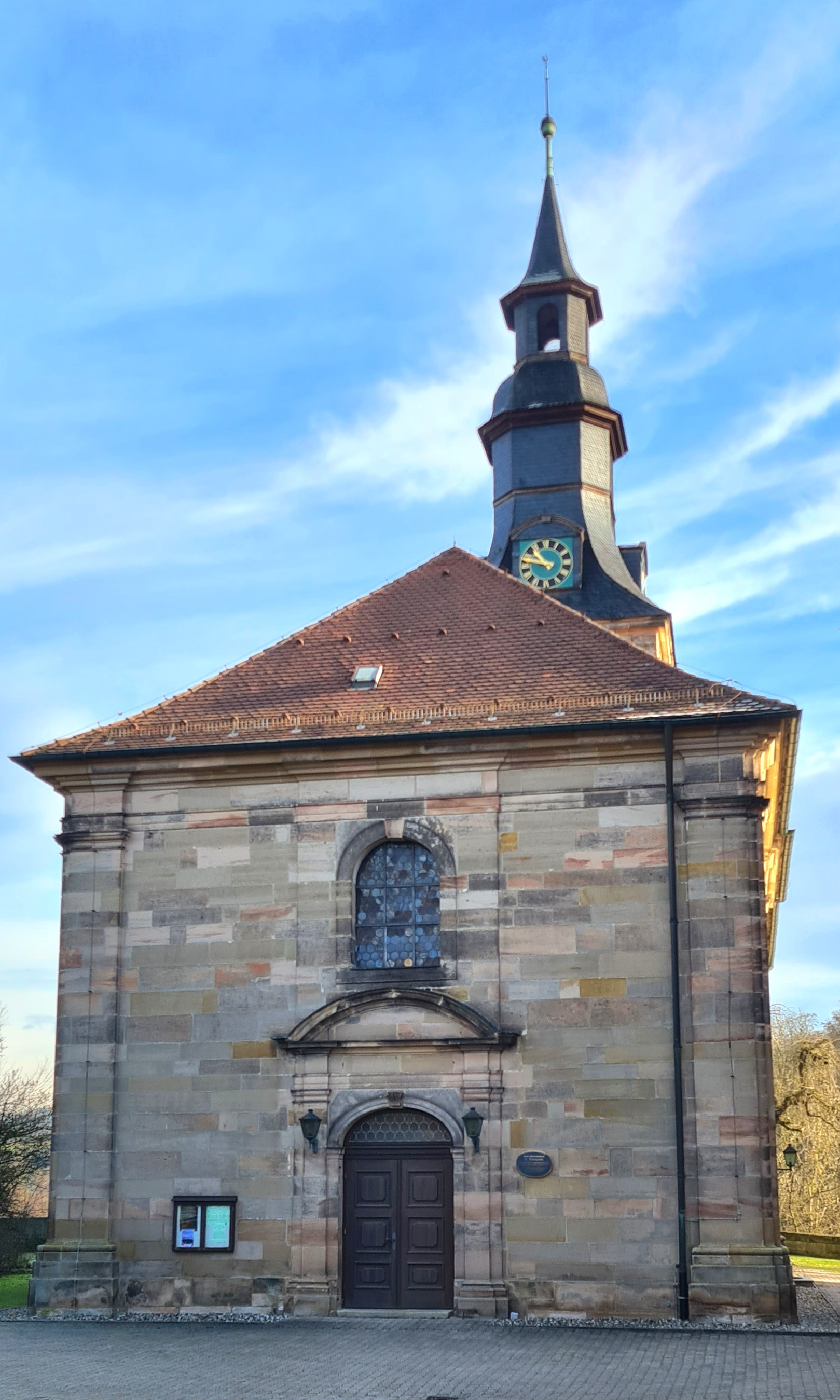
Blick auf das Westportal von St. Johannis

## Lage
Die Kirche St. Johannis liegt mittig im gleichnamigen Bayreuther Stadtteil (Altentrebgastplatz 4) und thront auf einem vorgezogenen Felssporn hoch über dem Roten Main. Umgeben ist sie vom ummauerten Pfarrbezirk mit Pfarr- und Gemeindehaus (Altes Kantorat). Im Nordwesten grenzt das Grundstück des ehemaligen Schlosses der Familie Imhof an den Pfarrbezirk an. Östlich, in fußläufiger Entfernung, befindet sich die Parkanlage der Eremitage.

## Geschichte
Den Anfang bildete eine Kapelle, die Johannes dem Täufer geweiht war und die noch vor dem 12. Jahrhundert entstand. Ihr folgte der gotische Vorgängerbau der heutigen Kirche. Dieser war vermutlich als Wehrkirche angelegt. Aus dieser Zeit stammt nur noch der ehemalige Chorbereich mit den dort erhaltenen Fragmenten der Wandmalerei und der untere Teil des 
Chorturms, der sich über dem Chorraum befindet.

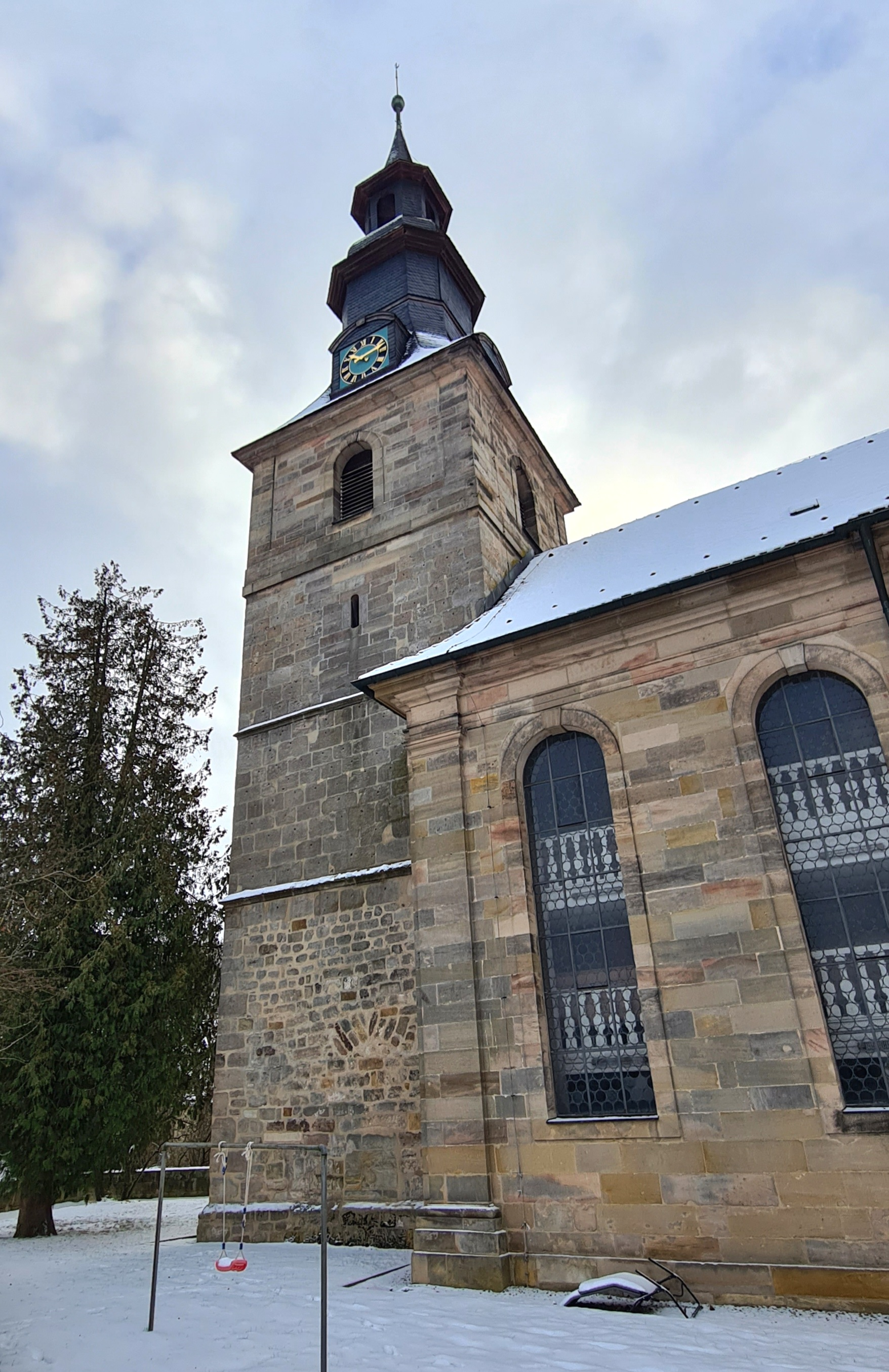
Blick von Norden auf das vordere Langhaus und den Glockenturm

Auch die noch vorhandenen Reste einer Umwehrungsmauer lassen sich ins 14./15. Jahrhundert datieren und unterstreichen den Charakter einer mittelalterlichen Wehrkirche. Die beiden Obergeschosse des Turmes wurden im 15./16. Jahrhundert errichtet, das Turmkranzgeschoss und der Turmhelm stammen schon aus der Zeit der Markgrafen.
Nach dem Abriss des gotischen Vorgängerbaus ließ Friedrich III. die Kirche nach Plänen von Johann David Räntz d. Ä. ab 1741 unter der Leitung des Bayreuther Maurermeisters Johann Nicolaus Ulsch ganz neu aufbauen.  St. Johannis aber gilt heute als das Idealbeispiel des evangelisch-lutherischen Kirchenbaus im Markgraftum Brandenburg-Bayreuth in der Mitte des 18. Jahrhunderts.
Ab 1927 erfolgte die erste umfassende Innenrestaurierung der Kirche mit der Freilegung der Wandmalereien und des Anbaus des Treppenhauses und der Sakristei südöstlich des ehemaligen Chors. Die letzte große Kirchenrestaurierung fand von 2004 bis 2008 statt.

## Architektur
St. Johannis ist geprägt durch seinen schlichten äußeren Baustil. Das saalartige, fünfachsige Langhaus mit seinen dorischen Eckpilastern besteht aus glatten Sandsteinquadern und ist im Proportionsverhältnis 5:3 (Länge zu Breite) erbaut worden. Die einfachen Fassaden der Wände werden jeweils durch ein Portal und die hohen rundbogigen Fenster und deren flacher Rahmung durchbrochen. Bis auf das Westportal, das auch der Hauptzugang zur Kirche ist und als dekoratives Element ein Blendbogenfeld erhielt, wird auf bauplastischen Schmuck weitgehend verzichtet. Überspannt wird das Langhaus von einem Walmdach.
Im Osten schließt sich der quadratisch angelegte, viergeschossige Chorturm an. Das noch aus gotischer Zeit stammende Turmuntergeschoss mit seinem spitzbogigen Ostfenster hebt sich auch durch sein raues Mauerwerk aus Bruchsteinen klar vom restlichen Baukörper ab. Bekrönt wird der Turm durch eine gestufte Haube aus Schiefer, mit Laterne und Spitze. Die Turmuhr stammt aus dem Jahr 1735 und wurde von Peter Erhard Karl aus Gefell angefertigt. Im Turm befinden sich drei Glocken aus den 1950er Jahren.

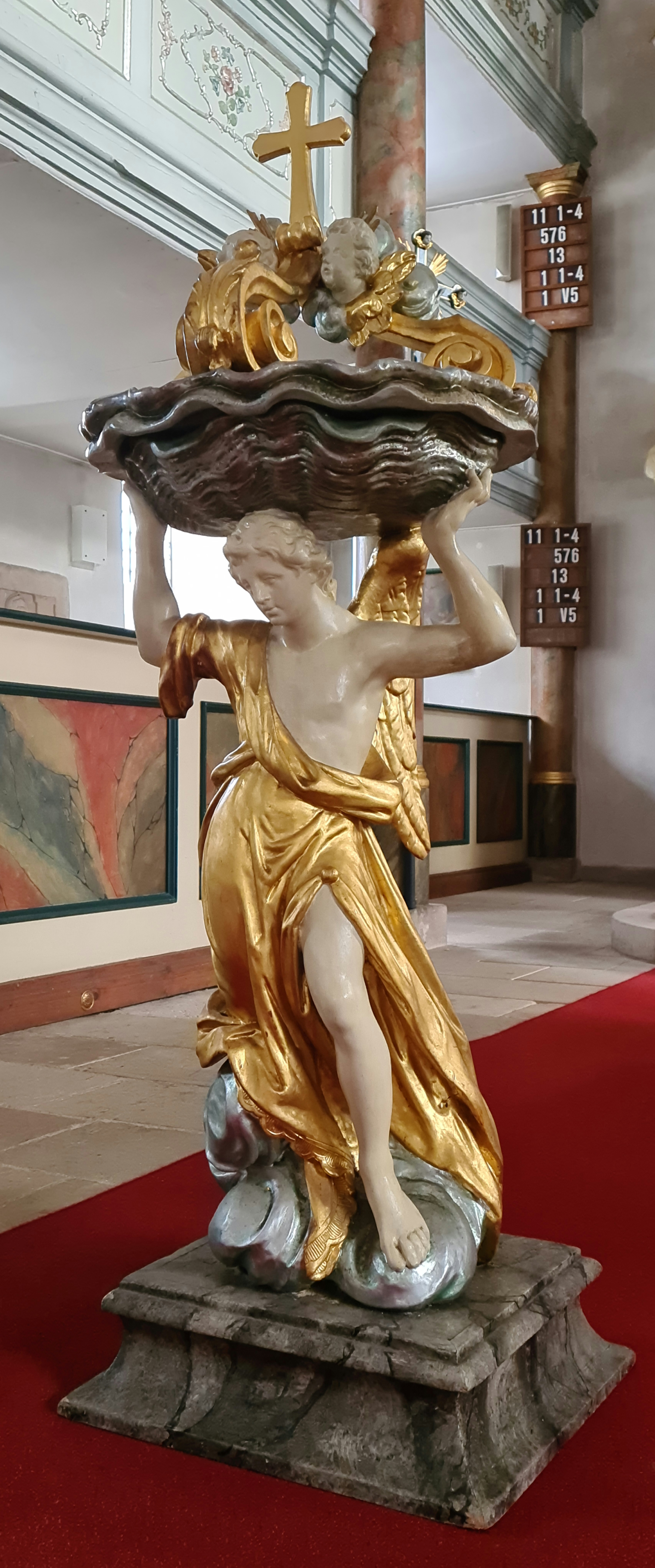
Der Taufengel von 1758

## Ausstattung
Beim Betreten des Langhauses fällt die an der Nord- und Südseite umlaufende Doppelempore auf, die auf je vier marmoriert gefassten Holzsäulen ruht. Zwischen diesen seitlichen Doppelemporen befindet sich im Westen die weit vorgezogene eingeschossige Orgelempore. Gefertigt wurde all dies 1775 von Joseph Samuel Pöhlmann. In den Brüstungsfeldern finden sich silberfarbene und polychrom gefasste Blüten- und Rankenmotive aus gepresster Pappe. Im Neubau von 1741 gab es keinen eigenen Fürstenstand. Erst Markgraf Alexander, der spätere Nachfolger von Friedrich III., ließ diesen ebenfalls 1775 nachträglich mit einbauen. Erhalten hat er sich aber nicht, so dass die Orgel heute wieder ihren Platz auf der Westempore hat.

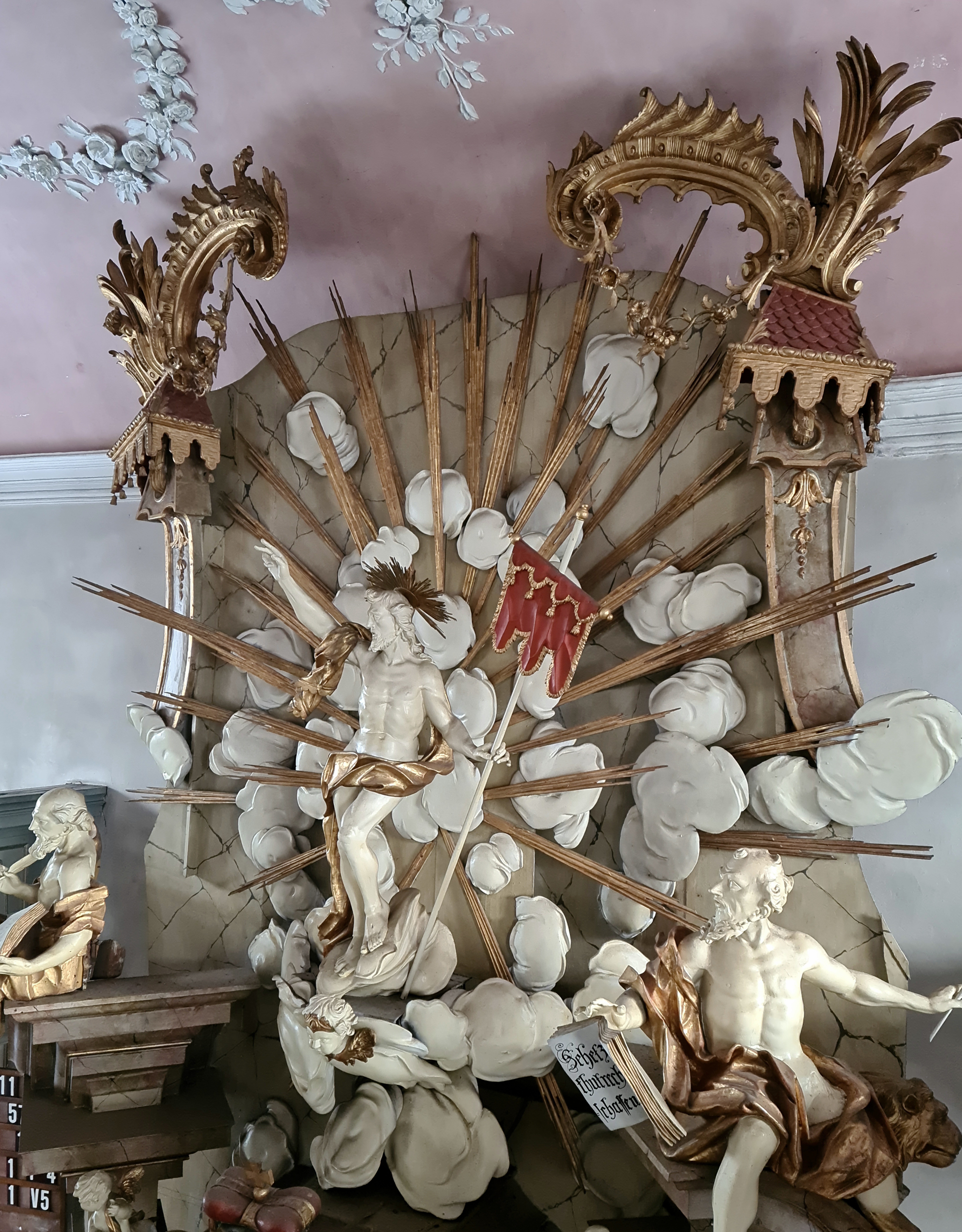
Der Kanzelaltar – Darstellung des Auferstandenen in Strahlenkranzglorie

Die dezente Farbgebung und einzelne Dekorelemente der Empore finden sich auch beim Deckenstuck wieder, der von Johann Gottlieb Riedel entworfen und vom Bayreuther Stuckateur Michael Krätzer gefertigt wurde. Krätzer, der 1716 geboren wurde, arbeitete mehrfach mit Rudolf Albini zusammen, etwa bei der Stuckausstattung der Ansbacher Residenz im Jahr 1771, bevor er hier in St. Johannis 1775 das erste Mal selbständig tätig wurde. Im Mittelfeld der Decke findet sich das Dreieck als Symbol der Trinität mit dem Auge Gottes und drei stilisierten Flammen als Zeichen des Geistes (Joh 4,24 ), umgeben von vier Engelsköpfen, Wolken und Strahlenkranzglorie.
Unter dem Auge Gottes, mittig im Raum und zwischen den beiden Reihen des Gestühls von 1770/80 steht der von Johann Gabriel Räntz im Jahr 1758 geschaffene Taufengel. Der insgesamt 1,50 Meter große, hölzerne Taufengel zeigt eine nach vorne schreitende Engelsfigur (83 cm) mit goldfarbenem Gewand auf einer Wolkenkonsole, die in den Händen eine große silberfarbene Muschel hält, die als eigentliches Taufbecken (Schale ⌀ 54 cm) dient. Der Taufdeckel ist überaus reich verziert mit drei Voluten und zwei Engelsköpfen und trägt in der Mitte ein Kreuz. 1977 wurden bei einem Diebstahl die beiden Engelsköpfe entwendet. Nur einer konnte wieder beschafft, der andere musste neu angefertigt werden.
Von Johann Gabriel Räntz stammt auch der reich gestaltete Kanzelaltar vor der Ostwand, der den ehemaligen Chorbereich vollständig verdeckt. Erbaut wurde er in den Jahren von 1741 bis 1775, die Bemalung erfolgte wegen finanzieller Engpässe der Kirchengemeinde erst 1753 durch Johann Nikolaus Gruner, der ebenfalls aus Bayreuth stammte. Der Kanzelaltar hat eine Gesamthöhe von fast 10 Metern und ist im Bereich des Altaraufbaus 3,40 Meter breit. Auf der Höhe der vierseitigen Kanzel, die reich verziert ist durch Voluten, Muscheln, Wolken, Engelsköpfe und einen Strahlenkranz, sitzen links Matthäus und rechts Johannes mit aufgeschlagenen Büchern. Bei Matthäus sind die Seiten leer, bei Johannes findet sich der Bibelvers Joh 4,24 . Über dem Schalldeckel der Kanzel befindet sich das in eine Kartusche gefasste und mit der Initiale „F“ symbolisierte Markgrafenwappen von Friedrich III. Etwas oberhalb, auf den Giebelschenkeln der Kapitelle, findet sich links der Evangelist Lukas, der den Emporengästen den Vers Lk 12,32  vor Augen hält. Markus befindet sich auf der rechten Seite. In seinem aufgeschlagenen Buch lesen wir zwar den Beginn des Verses Lk 3,8  aus dem Lukasevangelium, durch den beigefügten Löwen ist die Zuordnung der Figur aber eindeutig. Über allem aber, auch der weltlichen Macht, thront der Auferstandene, der von den Strahlen der Ostersonne umgeben ist. In der linken Hand hält er die Fahne des Sieges über den Tod, mit der rechten weist er nach oben in den Himmel, dorthin, wo er durch die Wolken hindurch aufsteigen wird. Auf der Rückseite des Kanzelaltars befinden sich noch die Stifterinschriften von Heinrich Strömsdorffer und Katharina Dornin die 1753 zur Ausßtaffirung dießes Altars [...] hundert Gulden legiret haben.
Bedeutsam ist das Epitaph der Ritters Georg von Imhoff, das sich an der Nordwand des Langhauses befindet. Es belegt die enge Verbindung der Familie mit der Kirche St. Johannis und ihren Vorgängerbauten. Das stark verwitterte Epitaph (Sandstein, 191 × 93 cm) aus der zweiten Hälfte des 16. Jahrhunderts zeigt einen bärtigen Mann in Rüstung mit Helm und Schwert. Sechs Wappen umgeben ihn. Auf der breiten Randleiste ist oben im linken Bereich noch An 15 [...] Georg Imhof lesbar. Im südlichen Chorbogen befindet sich ein außerordentlich gut erhaltenes Kinderepitaph (Sandstein, 161,5 × 95 cm)  von 1649. Es zeigt ein junges Mädchen mit langen lockigen Haaren, das ein Totenkleid trägt und ein Buch in den Händen hält. Oben auf der Randleiste steht gut lesbar Anno 1649 den 13.Jul. abends 4 uhr [...] Magdalena Barbara [...] Braunschmied. Das älteste Epitaph stammt von 1565 und befindet sich an der Südwand des Turmuntergeschosses. Es ist eher klein (Sandstein, 90,5 × 74 cm) und zeigt die schemenhafte, stilistisch einfach gehaltene Darstellung des Gekreuzigten mit Steinmetzzeichen und zweimal der Inschrift INRI auf der Randleiste und den Worten Das Blu(t) (Jesu Christi) macht uns (rein von) aller sunde (1. Joh. 1,7).

## Die spätgotischen Wandmalereien
1915 entdeckte der Pfarrer Gottfried Baumgärtner im ehemaligen Chorbereich, dem heutigen Turmuntergeschoss, die gotischen Wandmalereien, deren Entstehungszeit auf 1430/40 datiert wird. Im Zuge der Innenrestaurierung ab 1927 wurde auch der ehemalige Chorraum saniert, die 1855 eingezogene Zwischendecke entfernt und der Deckendurchbruch in die oberen Turmgeschosse wieder verschlossen. 2001 erfolgten weitere Untersuchungen zur Restaurierung der Wandmalereien, die in den Jahren 2007 und 2008 durchgeführt wurde. Dabei wurden mehrere Übertünchungen und eine teilweise rekonstruierende Retuschierungsschicht von 1927 entfernt.

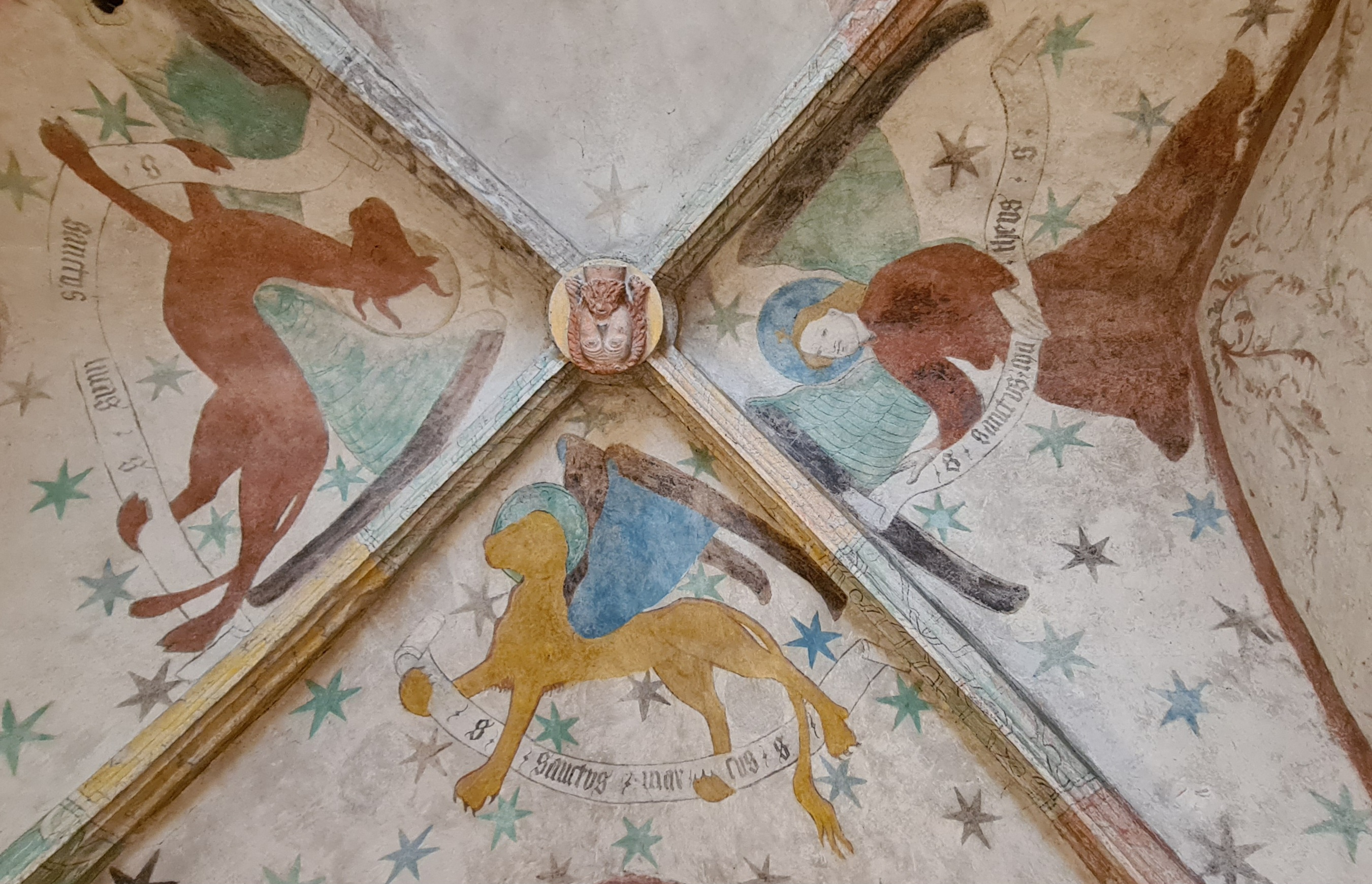
Die Evangelistensymbole im Chorbereich mit Schlussstein

Erhalten geblieben sind an der Nordwand die Fragmente einer Darstellung des Letzten Abendmahls. Im Chorbogen finden sich als gekrönte Dreiviertelfiguren die törichten und die klugen Jungfrauen. Die klugen sind mit erhobener, die törichten mit gesenkter Lampe dargestellt. Der Hintergrund ist dicht gefüllt mit Sternen, einem Hinweis auf den Himmel und die Verheißung, wie sie im Gleichnis Mt 25,1–13  offenbart wurde.
In den Gewölbekappen sind die vier Evangelistensymbole dargestellt, Tituli nennen ihre Namen. Der Adler des Johannes, das Symbol des Kirchenpatrons, ist nicht erhalten geblieben. Den Schlussstein bildet das Relief eines Christushauptes mit Nimbus.

## Orgel

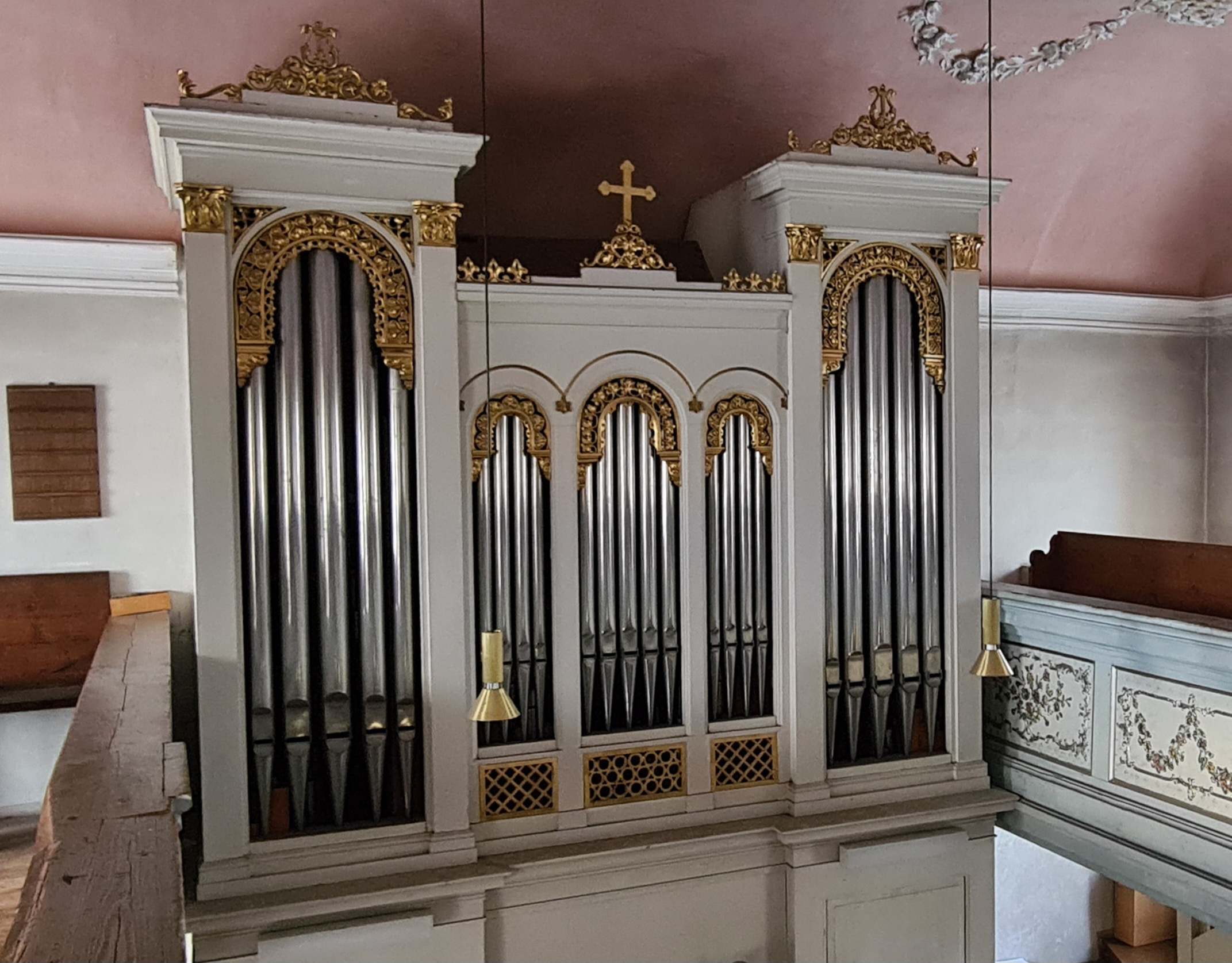
Nahaufnahme der Orgel auf der Westempore

Die Kirche verfügte über mehrere Vorgängerorgeln, von denen heute nichts mehr erhalten ist. 1856 erbaute Ludwig Weineck ein Instrument, von dem das Gehäuse und noch fünf Register vorhanden sind. Die heutige Orgel stammt von Deininger & Renner und wurde 1974 im historischen Gehäuse neu erbaut. Das Schleifladeninstrument verfügt über 18 klingende Register, auf zwei Manualen und Pedal. Die Disposition lautet:
| I. Manual C–g3 |             |                |   |
| 1.             | Quintade    | 16′            |   |
| 2.             | Prinzipal   | 08′            | X |
| 3.             | Spitzflöte  | 08′            |   |
| 4.             | Oktav       | 04′            | X |
| 5.             | Quinte      | 2 ⁄3′          | X |
| 6.             | Oktav       | 02′            | X |
| 7.             | Terzsept    | 1 3⁄5′ + 1 ⁄7′ |   |
| 8.             | Mixtur IV–V |                | X |
|                | Tremulant   |                |   |

| II. Manual C–g3 |                 |       |
| 9.              | Gedeckt         | 8′    |
| 10.             | Rohrflöte       | 4′    |
| 11.             | Ital. Principal | 2′    |
| 12.             | Nasard          | 1 ⁄3′ |
| 13.             | Terzcymbel III  | 1⁄4′  |
|                 | Tremulant       |       |

| Pedal C–f1 |             |          |
| 14.        | Subbaß      | 16′      |
| 15.        | Offenbaß    | 08′      |
| 16.        | Baßzink III | 5 1⁄3′   |
| 17.        | Choralbaß   | 04′ + 2′ |
| 18.        | Trompete    | 08′      |

- Koppeln: II/I, I/P, II/P
- X = Ludwig Weineck

## Seelsorge

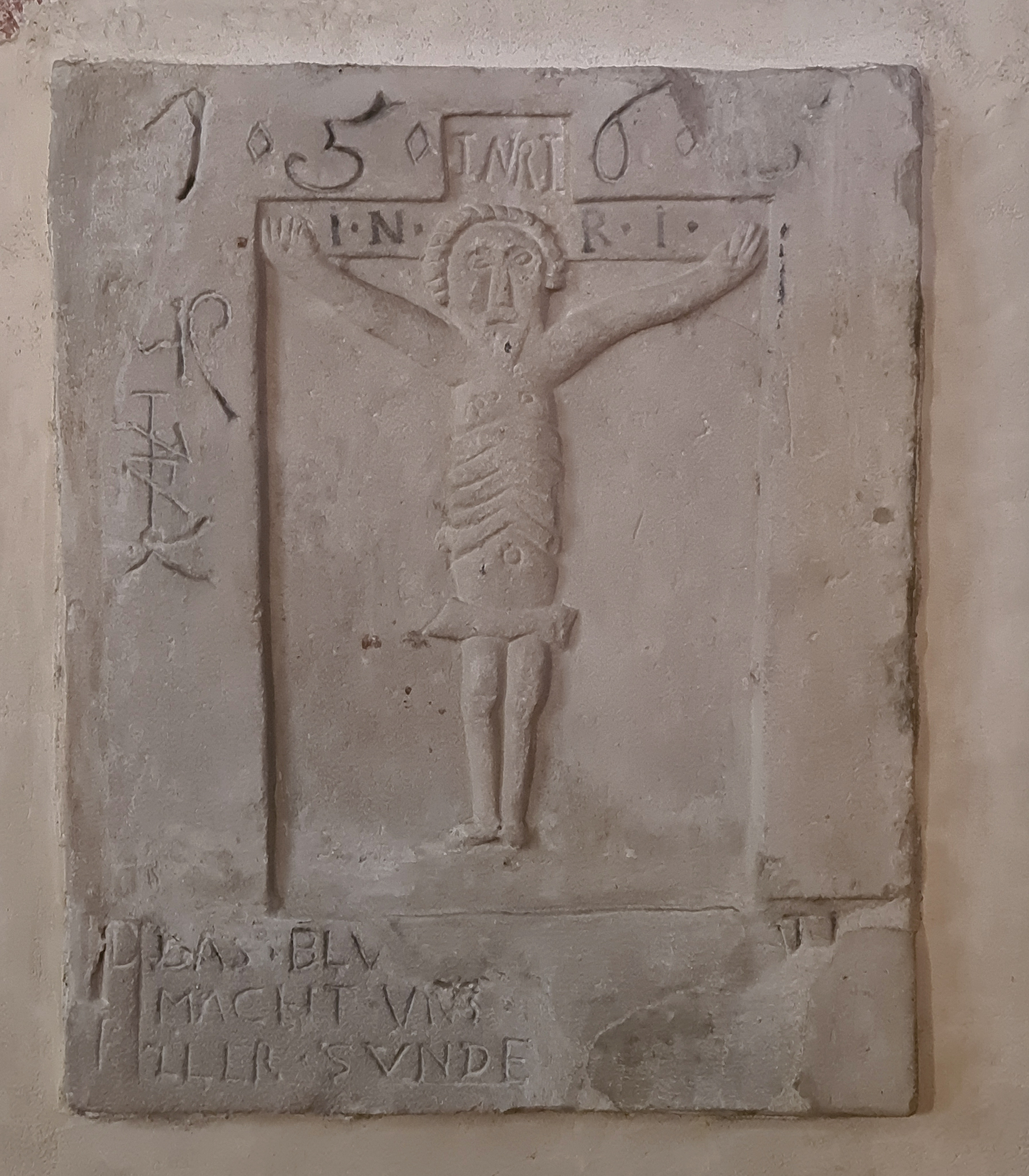
Epitaph von 1565 – Reliefdarstellung des Gekreuzigten

St. Johannis ist die Pfarrkirche für die folgenden Bayreuther Stadtteile: Aichig mit dem Viertel Grunau, Colmdorf, Fürsetz, Meyernreuth, Oberkonnersreuth, St. Johannis, Seulbitz und Wolfsbach. Mit den sich östlich anschließenden Orten Lankendorf und Ützdorf ragt der Pfarrbezirk noch in den Landkreis Bayreuth hinein. St. Johannis ist damit die flächengrößte evangelisch-lutherische Gemeinde der Stadt Bayreuth.  Im Stadtviertel Grunau befindet sich die Filialkirche der Gemeinde. Die Magdalenenkirche wurde im Oktober 1990 eingeweiht.